# قرآن (ترجمه خرمشاهی)
قرآن کریم، همراه با ترجمه و توضیحات و واژه‌نامه نسخه‌ای از قرآن با ترجمهٔ بهاءالدین خرمشاهی است که در سال ۱۳۷۴ منتشر و در مراسم کتاب سال جمهوری اسلامی ایران به‌عنوان کتاب شایسته تقدیر معرفی شد.